# Heptafluorure de rhénium
L'heptafluorure de rhénium, ou fluorure de rhénium(VII), est un composé chimique de formule ReF7. Il se présente sous la forme d'un solide jaune cristallisé dans le système cubique selon le groupe d'espace Im3m (no 229) avec comme paramètre cristallin a = 620,27 pm ; il connaît une transition de phase à 153 K vers le système triclinique, groupe d'espace C1 (no 2, position 3), avec les paramètres cristallins a = 550,39 pm, b = 850,26 pm, c = 909,16 pm, α = 88,512°, β = 93,842° et γ = 89,496°. Il fond à 48,3 °C et bout à 73,7 °C. La molécule présente une géométrie bipyramidale pentagonale semblable à celle de l'heptafluorure d'iode IF7. C'est le seul heptafluorure métallique thermiquement stable connu. On peut l'obtenir en mettant à réagir du rhénium pur avec du fluor F2 à 400 °C :
2 Re + 7 F2 ⟶ 2 ReF7.